# Give Me Just a Little More Time
Give Me Just a Little More Time é o single de estreia de Chairmen of the Board, lançado em 1970 pela Capitol Records pelo selo Invictus Records de Holland-Dozier-Holland.
A canção foi escrita e produzida por Brian Holland, Lamont Dozier, Edward Holland Jr. e Ron Dunbar. Por causa do processo ainda pendente contra Holland-Dozier-Holland de seus ex-empregadores, Motown, o trio se creditou com o pseudônimo "Edythe Wayne" para esta canção e muitos outros lançamentos de Invictus / Hot Wax. "Give Me Just a Little More Time" apresenta o vocalista do Chairmen of the Board, General Johnson, como narrador, implorando a uma namorada para não apressar a intimidade:  "We both want the sweetness in life/ But these things don't come overnight." ("Ambos queremos a doçura da vida / Mas essas coisas não acontecem da noite para o dia.")
Membros da banda interna da Motown, The Funk Brothers, que toaram todos os sucessos anteriores de Holland-Dozier-Holland, tocaram nesta gravação, bem como em muitas outras gravações de Invictus / Hot Wax.
"Give Me Just a Little More Time", apoiado por "Since the Days of Pigtails & Fairytales", alcançou a terceira posição na Billboard Hot 100 nos Estados Unidos, tornando-se o single de melhor desempenho dos presidentes e o primeiro dos quatro sucessos pop do Billboard Hot 100 Top 40 do presidente. O single também alcançou a oitava posição na parada de singles da Billboard R&B. Alcançou o número três no UK Singles Chart em setembro de 1970, tendo já vendido mais de um milhão de cópias nos Estados Unidos. O primeiro LP do Chairmen of the Board, um lançamento autointitulado, incluía o single; após o sucesso do single, o álbum Chairmen of the Board foi relançado como Give Me Just a Little More Time.
Em 1982, a cantora de R&B americana Angela Clemmons fez uma cover da canção e ela alcançou a posição # 4 na parada Hot Dance Music / Club Play Singles da Billboard.

## Créditos
Os Funk Brothers que tocaram em "Give Me Just A Little More Time" incluíram:
- Baixo: Bob Babbitt

- Guitarristas: Dennis Coffey, Eddie Willis e Ray Monette

- Teclados: Johnny Griffith

- Bateria: Richard "Pistol" Allen

- Percussão: Jack Ashford

## Versão de Kylie Minogue
"Give Me Just a Little More Time" é uma canção gravada pela cantora australiana Kylie Minogue para seu quarto álbum de estúdio, Let's Get to It. Foi lançada como o single do álbum pela Pete Waterman Entertainment e alcançou a posição de número dois na UK Singles Chart, tornando-se o décimo single a alcançar o primeiro ou segundo nas paradas britânicas.

## Formatos
Single de 7"
1. "Give Me Just a Little More Time" - 3:08
2. "Do You Dare?" (NRG Edit) - 3:20

Single de 12"
1. "Give Me Just a Little More Time" (12" Version) - 4:35
2. "Do You Dare" (NRG Mix) - 7:04
3. "Do You Dare" (New Rave Mix) - 6:40

CD single
1. "Give Me Just a Little More Time" - 3:07
2. "Give Me Just a Little More Time" (12" Version) - 4:35
3. "Do You Dare" (NRG Mix) - 7:04
4. "Do You Dare" (New Rave Mix) - 6:40

## Desempenho nas paradas musicais
| Parada musical | Posição |
| -------------- | ------- |
| Alemanha       | 51      |
| Austrália      | 24      |
| Irlanda        | 6       |
| Israel         | 1       |
| Reino Unido    | 2       |
| Africa do Sul  | 1       |